# Carrigtwohill
Carrigtwohill (in irlandese: Carraig Thuathail) è una cittadina nella contea di Cork, in Irlanda.